# Poroče, Velikovec
Poroče (nemško Pörtschach) je naselje v Občini Velikovec v Okraju Velikovec na Koroškem v Avstriji.